# Spox.com
Spox (Eigenschreibweise: SPOX) ist eine deutschsprachige Website zum Thema Sport mit Hauptsitz in München und Wien. Der Schwerpunkt der journalistischen Berichterstattung liegt auf Fußball, Tennis und den US-Sportarten Basketball, American Football und Baseball.

## Geschichte
2007 ging Spox online. Die Berichterstattung stand in enger Verbindung mit dem anfänglichen Teilhaber Premiere. 2009 verkaufte die Premiere AG ihren Anteil von 44 Prozent an die Cresces-Gruppe. 2011 wurde die Spox Media GmbH an die Perform Group weiterverkauft, die 2012 ebenfalls den Konkurrenten Sportal.de übernahm. Im Dezember 2016 wurde Sportnet.at der Styria Media Group zur österreichischen Edition von Spox. Im Zuge der Neustrukturierung der Perform Group Ende 2018 wurde Spox Bestandteil der DAZN Group und ist mit der Redaktion von Unterföhring nach Ismaning gezogen. Offizieller Eigentümer ist in Deutschland die mediasports Digital gmbH.

## Berichterstattung

### Fußball
Der Schwerpunkt von Spox liegt auf Mannschaftssportarten, insbesondere auf Fußball. Daneben bietet Spox Datenbanken zu verschiedenen Fußballligen. Im Vorfeld der Fußball-Weltmeisterschaft 2014 bot Spox eine Webshow namens GO!Brasil – Die Hyundai Webshow mit den Moderatoren Harro Füllgrabe und Annika Zimmermann an. Seit September 2015 bot Spox Livestreams von Spielen u. a. der Premier League & Primera División im Livestream an. Kommentatoren der Spiele waren u. a. Marco Hagemann und Uwe Morawe.

### Basketball
Seit Februar 2013 hat Spox das Onlineprogramm um die offizielle NBA-Homepage für Deutschland erweitert. Zusätzlich zu Nachrichten und Hintergründe der nordamerikanischen Basketball-Profiliga überträgt die Website exklusiv einmal in der Woche ein Spiel im Live-Stream kostenlos. Da diese Begegnungen auf Grund der Zeitverschiebung in Deutschland spätabends oder nachts laufen, bietet Spox zudem die Aufzeichnung der Partie und Highlights anderer Partien an. Kommentator der Livestreams war unter anderem Frank Buschmann. Außerdem betrieb Spox die offizielle Euroleague-Präsenz für Deutschland.

### American Football
Im September 2015 gab Spox bekannt, neben der NBA und der Euroleague nun auch die offizielle NFL-Homepage für Deutschland zu betreuen. Neben der klassischen Berichterstattung übertrug Spox seit der Saison 2015 drei NFL-Spiele in der Woche im Livestream, das Donnerstags-, das Montags- und ein Sonntagsspiel.

### Baseball
Seit Juni 2017 ist Spox die offizielle Seite der US-amerikanischen Major League Baseball.

### Tennis
Von Dezember 2016 bis 2018 war mit tennisnet die größte deutsche Tennisnachrichtenseite unter dem Dach von Spox zu finden. Seit 2018 gehört tennisnet nicht mehr zu Spox.

### Motorsport
Spox berichtet auch über Motorsport. Dabei bildet die Berichterstattung über die Formel 1 einen Schwerpunkt. Nach eigener Darstellung bietet spox.com aktuelle Nachrichten und Berichte aus allen Bereichen des Sports in Deutsch.